# صفحه برمه
صفحه برمه (انگلیسی: Burma Plate) یک صفحه زمین‌ساختی فرعی یا ریزصفحه است که در آسیای جنوب شرقی قرار دارد و گاهی بخشی از صفحه بزرگ‌تر اوراسیا به‌شمار می‌رود. جزایر آندامان، نیکوبار و شمال غربی سوماترا بر روی این صفحه قرار دارند. این جزیره کمانی دریای آندامان را از پهنه اصلی اقیانوس هند در غرب جدا می‌کند.
در ۲۶ دسامبر ۲۰۰۴ بخش بزرگی از مرز میان صفحه برمه و صفحه هند دچار لغزش شده و زمین‌لرزه ۲۰۰۴ و سونامی اقیانوس هند را به‌وجود آورد. این زمین‌لرزه ابرراندگی با بزرگای تقریبی ۹٬۱ تا ۹٬۳ درجه در مقیاس بزرگای گشتاوری باعث راندگی بیش از ۶۰۰ کیلومتر از مرز این صفحه و جابه‌جایی عمودی آن به ارتفاع ۵ متر و ۱۱ متر جابه‌جایی افقی شد. این برخاستگی سریع در بستر دریا در مدت کوتاه (هفت دقیقه) باعث ایجاد سونامی بزرگی شد که حدود ۲۲۹٬۸۰۰ نفر را در سواحل اقیانوس هند به کام مرگ کشاند.